# Правова система
Правова система — це комплекс взаємозалежних і узгоджених юридичних засобів, призначених для регулювання суспільних відносин, а також юридичних явищ, що виникають унаслідок такого регулювання (правові норми, правові принципи, правосвідомість, законодавство, правові відносини
та ін.).

В такому значенні йдеться про національну правову систему (наприклад, України), субнаціональну (правова система суб'єкта федерації), наднаціональну (правова система ЄС), релігійну (наприклад, канонічна).
У широкому значенні — позначає поняття «правова сім'я».

## Риси правової системи
1. Правова система є одним з різновидів соціальної системи.
2. Правова система формується, як правило, у межах певної держави, хоч і у деяких випадках правова система може виходити за межі держави і охоплювати соціальні системи різних країн.
3. Правові системи мають різний ступінь розвитку.
4. Правова система формується під впливом об'єктивних історичних чинників, які є унікальними для кожного суспільства та зумовлюють різноманітність правових систем.
5. Правова система складається з різнорідних елементів.
6. Правова система характеризується цілісністю.
7. Правова система має відносно стійкий характер у часі.
8. Правонаступництво — в разі зміни державних форм організації суспільства, правові системи зберігають свою сутність та основні риси.

## Структура правової системи
Структура правової системи — це стійка єдність елементів правової системи, їх зв'язків, цілісності, зв'язків елементів із цілим. 

Структуру правової системи становлять:
- суб'єкти права — фізичні особи (громадяни, іноземці, особи без громадянства та ін.), юридичні особи — комерційні і некомерційні організації, держава, соціальні спільності та ін.
- правові норми і принципи.
- правові відносини, правова поведінка, юридична практика, режим функціонування правової системи.
- правова ідеологія, правосвідомість, правові погляди, правова культура.
- зв'язки між названими елементами, що визначають результат їх взаємодії — законність, правопорядок.

Взаємодія елементів правової системи суспільства дозволяє виділити п'ять підсистем її функціонування.
1. інституційну — суб'єктний склад як такий, що створює систему, чинник усієї правової системи;
2. нормативну (регулятивну) — правові норми і принципи, що регулюють відносини між суб'єктами права, що об'єктивовані та систематизовані в нормативно-правових актах;
3. ідеологічну — праворозуміння кожної людини, її правосвідомість і правова культура;
4. функціональну — правотворчість, правореалізація, правозастосування, правове виховання, правовідносини, юридична практика. Через них формується, змінюється, здійснюється дія норм права;
5. комунікативну — інтегративні зв'язки всіх підсистем функціонування правової системи суспільства в цілому, які визначають ефективність правового регулювання, законність і правопорядок.

## Критерії класифікації правових систем
Класифікація правових систем світу здійснюється за такими критеріями:
- спільність історичних коренів виникнення та подальший розвиток;
- спільність основного юридичного джерела права;
- єдність у структурі системи і норми права;
- спільність принципів регулювання суспільних відносин;
- єдність юридичної техніки, у тому числі термінології, юридичних категорій, понять, конструкцій.

Коли правові системи, об'єднані спільністю історичного формування, структурою права, та іншими важливими критеріями, формують сукупність,- то утворюється правова сім'я.

## Загальна характеристика правових сімей
1. Романо-германська сім'я (континентальна або нормативно-актна).
Докладніше Романо-германська правова сім'я
Характерними рисами її є:
- домінування нормативно-правового акта як джерела права (форма);
- поділ системи права на публічне та приватне право;
- диференціація та кодифікація галузей права;
- нормативність права, розгляд норм права як загального правила поведінки, встановленого законодавцем.

Правові системи, що належать до цієї сім'ї:
- романська група правових систем (Італія, Франція, Іспанія та ін.);
- германська група (Німеччина, Австрія та Україна та ін..);
- скандинавська група (Швеція, Данія, Норвегія, Фінляндія, Ісландія);
- латиноамериканська (Аргентина, Бразилія, Чилі, Парагвай, Уругвай та ін.);
- східно-європейська (Білорусь 1991-2020, Росія 1991-1994).

2. Англо-американська правова сім'я (система загального права або судово-прецедентна).
Докладніше Англосаксонська правова сім'я
Ознаки:
- Відсутність рецепції римського права.
- Суддівський за своєю природою та змістом характер права.
- Розвиток загального права юристами-практиками.
- Менш абстрактний характер норм, ніж у романо-германському праві.
- Виокремлення в англосаксонському праві прецедентного та статутного права
- Непоширеність кодификації.

Правові системи, що належать сюди:
- правова система Англії;
- правова система США;
- правові системи країн Співдружності нації.

3. Релігійна правова сім'я:
Докладніше Релігійна правова сім'я
Характерні риси:
- Нерозривний зв'язок з релігією.
- Персональний характер дії права.
- Часто не визнається принцип формальної рівності прав людини.

Правові системи, що належать до цієї сім'ї:
- ісламське право (Саудівська Аравія, Іран, Лівія, Пакистан, Єгипет, Сирія, Мавританія та ін.);
- канонічне право (Ватикан);
- юдейське право (Ізраїль);
- індуське право (Індія, Бірма, Сінгапур, Малайзія).

4. Традиційна (звичаєва) правова сім'я:
Докладніше Традиційна правова сім'я
Ознаки:
- Домінуюче місце у системі джерел права-звичаїв і традицій, що мають, як правило, неписаний характер.
- Юридична доктрина не відіграє суттєвої ролі в юридичному житті даних суспільств.
- Законодавство та правовий прецедент не набувають певного значення як джерела права.

До неї належать — японське право, далекосхідне право, звичаєве право окремих держав Азії, Океанії, звичаєве племінне право американських індіанців та африканське звичаєве право.
5. Сім'я соціалістичних правових систем:
Докладніше Соціалістичні правові системи
До неї відносять національні правові системи сучасних Китаю, Північної Кореї, Куби, Росії, Білорусі.

## Віддиференційовані та невіддиференційовані правові системи
Віддиференційовані правові системи — різновид правових систем, у яких право існує як відокремлене, відносно самостійне явище по відношенню до релігії, моралі, звичаю, політики, ідеології. Ці правові системи утворюють дві сім'ї: сім'ю романо-германського (континентального) права і сім'ю загального (прецедентного) права.
Невіддиференційовані правові системи — різновид правових систем, в яких існує нерозривний зв'язок права з іншими регуляторами і цінностями. Вони об'єднуються в наступні правові сім'ї: релігійна правова сім'я; традиційна правова сім'я; далекосхідна правова сім'я.